# Langue des signes américaine
Pour les articles homonymes, voir ASL.
La langue des signes américaine (en anglais : American Sign Language, AmeSLan ou ASL) est la langue des signes principale aux États-Unis, au Canada anglophone (la langue des signes québécoise étant dominante au Québec) et dans une partie du Mexique.
Elle est aussi utilisée aux Maroc, Philippines, Singapour, Hong Kong, République dominicaine, Haïti, Puerto Rico, Côte d'Ivoire, Burkina Faso, Ghana, Togo, Bénin, Nigéria, Tchad, Gabon, République démocratique du Congo, République centrafricaine, Mauritanie, Kenya, Madagascar et au Zimbabwe. En Afrique, elle est appelée langue des signes de l’Afrique francophone (LSAF), dialecte de la langue des signes américaine influencé par le français et la langue des signes française.